# Merkur Graz
SK Merkur Graz, występujący także pod nazwą SK Merkur Versicherung Graz – funkcjonujący w latach 1970–2003 austriacki klub szachowy z Grazu, trzynastokrotny mistrz kraju.

## Historia
Klub powstał w 1970 roku w ramach towarzystwa ubezpieczeniowego Merkur Versicherung. Jego mecenasem był Werner Reimelt. W 1978 roku Merkur zadebiutował w Staatslidze, zajmując wówczas trzecie miejsce. W 1980 roku zespół zdobył pierwszy tytuł mistrza Austrii. W 1980 roku drużyna zadebiutowała w Pucharze Europy, odpadając w pierwszej rundzie po przegranej ze Spartacusem Budapeszt. W 1981 roku zespół zdobył wicemistrzostwo kraju, a rok później zajął trzecie miejsce. W 1984 roku ponownie zdobyto trzecie miejsce, rok później szachiści klubu zajęli drugie miejsce w lidze, a w roku 1986 – trzecie. W latach 1987–1988 zespół zdobył tytuły mistrza kraju. W tym okresie zawodnikami Merkuru byli m.in. Walter Wittmann, Walter Pils i Alexander Fauland. Kolejne trzy tytuły mistrzowskie klub zdobył w latach 1990–1992. Po tytułach wicemistrzowskich w latach 1993–1995, Merkur Graz siedmiokrotnie zdobywał mistrzostwo kraju w latach 1996–2002. W 1997 w Pucharze Europy klub wygrał grupę 3, a w rundzie finałowej przegrał z Ładją Azow oraz wygrał z Erywaniem i Herzliya Chess Club, uzyskując w turnieju piąte miejsce. W 2000 roku w Pucharze Europy Merkur wygrał mecze z Tarausem Tampere, Nancy Est Echecs, ŠK Bihać, Beer-Sheva Chess Club i ŠK Kiseljak oraz przegrał spotkania z Petersburgiem i Bosną Sarajewo. Te rezultaty zapewniły Merkurowi czwarte miejsce w klasyfikacji pucharu. Kadrę austriackiego klubu stanowili wówczas Ołeksandr Bielawski, Aleksander Czernin, Stefan Kindermann, Thomas Luther, Nikolaus Stanec, Henrik Teske i Horst Watzka. W 2001 roku klub zajął jedenaste miejsce w Pucharze Europy, a rok później – 26. W sezonie 2002/2003 klub połączył się z SV Frohnleiten i występował w Bundeslidze jako Spg. Merkur/Frohnleiten. Po 2003 roku klub zaprzestał aktywności.

## Arcymistrzowie w historii klubu
- Jewgienij Agrest[14]
- Ołeksandr Bielawski[8]
- Aleksander Czernin[15]
- Stefan Kindermann[16]
- Anthony Kosten[17]
- Joël Lautier[14]
- Thomas Luther[8]
- Igor Nowikow[18]
- Jurij Razuwajew[18]
- Henrik Teske[8]
- Milan Vukić[19]